# Clémentine (série télévisée d'animation)
Pour les articles homonymes, voir Clémentine (homonymie).
 (juillet 2023).
- Si vous ne connaissez pas le sujet, laissez ce bandeau (vous pouvez alors contacter les auteurs).
- Si vous supprimez le contenu mis en cause (vous pouvez préalablement contacter les auteurs),

argumentez précisément cette suppression dans la page de discussion
(un manque de référence n'est pas un argument ; une recherche réelle de référence doit avoir été effectuée, être formellement documentée).
Clémentine est une série télévisée franco-japonaise d’animation en trente-neuf épisodes de 22 minutes chacun, créée par Bruno-René Huchez et diffusée à partir du 2 octobre 1985 sur Antenne 2 dans l'émission Récré A2.
Au Québec, la série a été diffusée à partir du 2 mai 1988 sur Super Écran puis rediffusée en clair à partir du 23 octobre 1990 sur Radio-Québec.
Depuis le 10 février 2025, l'intégralité de la série est disponible gratuitement sur la plateforme TV5 Monde Plus.

## Synopsis
Dans les années 1920, Clémentine, dix ans, se retrouve en fauteuil roulant après un accident d'avion provoqué par Malmoth, un démon de flammes.

## Fiche technique
- Scénario et dialogues : Gilles Taurand et Olivier Massart, d'après une idée originale de Bruno-René Huchez
- Production : Antenne 2, Télé Hachette, Narcisse X4 et Eole
- Collaborateurs de production : Caroline Guicheux, Jean-Claude Lafage
- Studio : Panmadia（パンメディア：Japon Animation Studio）
- Réalisation : René Borg
- Assistant de réalisation : Jean-Pierre Dejou, Bruno Le Floc'h et Bahram Rohani
- Droits dérivés et promotion : Pierre Metais
- Musiques : Paul Koulak
- Chansons : Marie Dauphin (chant), Paul Persavon (paroles), éditions musicales Narcisse X4 et Polydor
- Musique et vidéo : Bruno-René Huchez
- Dessins originaux : Pascale Moreaux
- Décors : Annick Paulhac, Annie Pétillon, Bruno Desraisses et Olivier Jean-Marie
- Model sheet : Philippe Mignon
- Gouachage : Catherine Legendre et Jean-Claude Boronine
- Narrateur : Roger Carel

## Personnages

### Personnages principaux
Les personnages figurant au dos de la jaquette des DVD.
- Clémentine Dumat

Voix : Céline Monsarrat
Héroïne de la série. Elle vit à Vélizy-Villacoublay avec son père Alex, son frère Petit Boy et Léonie, la gouvernante. À l'âge de 10 ans, elle est victime d'un accident d'avion qui la prive de l'usage de ses jambes. On découvre alors qu'elle est la cible du démon Malmoth qui la veut à ses côtés pour l'éternité. Elle est heureusement protégée par la fée Héméra.
En attendant de retrouver l'usage de ses jambes, elle vit des voyages merveilleux grâce à Héméra. Elle rencontre ainsi Pinocchio (Italie), Hansel et Gretel (Allemagne), Oliver Twist (Angleterre), Nils Holgersson (Suède), Mohann (Afrique), Aladin (Monde arabe), Kateri Tekakwitha (Canada), Lazarillo (Espagne), Akhénaton (Égypte) et Momotarō (Japon). À l'issue de son voyage au Japon, elle trouve le courage d'affronter Malmoth, ce qui permet à Héméra de le tuer. À son réveil, Clémentine retrouve l'usage de ses jambes.
Peu après, Malmoth ressuscite et s'en prend à nouveau à elle.
- Alex Dumat

Voix : Michel Bedetti
Première apparition : Épisode 1
Père de Clémentine. Aviateur et héros de la Première Guerre mondiale, il fait figure de pionnier. Il participe ainsi à un concours de vitesse aérienne organisé dans son village de Villacoublay. Son avion est saboté par Mollache, ce qui provoque l'accident qui prive Clémentine de l'usage de ses jambes. Alex culpabilise et refuse de voler à nouveau jusqu'à ce qu'il doive porter secours à Éole dont il est amoureux.
Alex sillonne le monde pour trouver un moyen de guérir Clémentine, mais également pour participer à des meetings (Canada) ou pour venir en aide à Saint-Exupéry (Égypte). Après la guérison de Clémentine, Alex épouse Éole.
Au cours de la deuxième saison, Alex participe à de nombreuses épopées aériennes : tentative de traversée de l'Atlantique ou de survol du Pôle Nord, aéropostale.
Alex ignore que sa fille est victime de l'action de Malmoth, même si elle le lui répète maintes fois. Il est cependant victime d'une attaque de Malmoth qui le plonge dans le coma (Afrique), puis a l'occasion de croiser l'Alex de la Première Guerre mondiale quand il est renvoyé dans le passé. Il lui arrive aussi d'être pris pour cible par certains grouillants (uniquement dans la saison 2).
- Petit Boy

Voix : Francette Vernillat
Première apparition : Épisode 1
Petit frère de Clémentine. Mauvais élève, doué pour les bêtises, il est souvent puni par sa maitresse d'école, Mlle Elvire. Son seul talent semble être la fabrication de maquettes d'avions. Il apporte un soutien permanent à Clémentine au cours de ses épreuves, bien qu'il la jalouse un peu, car il aimerait partir avec elle dans ses voyages merveilleux.
- Héméra

Voix : Évelyne Séléna, Béatrice Delfe
Première apparition : (Voix) Épisode 3, (Physique) Épisode 4
Fée dont le nom signifie « jour » en grec ancien ; Héméra vient en aide à Clémentine quand celle-ci est victime des attaques de Malmoth. Elle la sauve ainsi juste après son accident quand Malmoth tente de l'entrainer dans son antre de feu, puis quand le docteur Billot veut pratiquer une opération louche sur la petite fille.
Pour consoler Clémentine, Héméra l'emmène dans des voyages merveilleux à l'aide de sa bulle bleue. Elle garde toujours un œil sur elle, même si elle s'en remet souvent à ses propres envoyés (le vieux marchand, le loup Roc…). À l'issue du voyage au Japon, Héméra accompagne Clémentine dans l'antre de Malmoth et le tue. Elle avale ensuite les grouillants (qui se sont échappés à la suite de la mort de Malmoth) en prenant la forme d'un poisson.
Ses principaux pouvoirs consistent à faire voyager Clémentine dans le temps, produire des rayons d'énergie bleue qui peuvent détruire des surfaces (Écosse) ou tuer un grouillant (Billot). Cette même énergie bleue peut lui permettre de rendre la raison à une personne hypnotisée par un grouillant (Infirmière Chevrotine, elle prend alors la forme d'une spirale). Elle peut aussi éblouir quelqu'un avec sa bulle (homme de main de Lady Caline), ou même emprisonner quelqu'un, y compris Malmoth lui-même (Afghanistan). Bien sûr, sa bulle la protège notamment des flammes de Malmoth jusqu'à un certain niveau (elle limite l'emprise de la chaleur sur elle mais peut aussi éclater si celle-ci est trop forte, voir épisodes Allemagne, Pays des Mille et une nuits, dernier épisode et même indirectement Afrique) et lui permet de voyager dans les airs. 
Le rôle exact de sa bulle n'est pas très clair en ce qui concerne ses capacités à se déplacer dans l'espace ou voyager dans le temps. En effet dans le dernier épisode, privée de sa bulle elle parvient néanmoins à se déplacer bien que de façon à priori moins leste.
Enfin, elle sait se battre à main nue (Tahiti).
Peu après, Héméra retourne dans l'antre de Malmoth et se blesse en touchant les parois. Le sang qui coule de cette blessure ressuscite Malmoth.
- Malmoth

Voix : Roger Carel, Francis Lax, Jacques Torrens
Première apparition : (Nuage) épisode 1, (Voix) épisode 2, (Physique) épisode 5
Malmoth est un démon de feu d'origine incertaine (inspiré peut-être du roman de l'écrivain irlandais Maturin : Melmoth, l'homme-errant, l'orthographe des deux est quasi identique). Il se dit lui-même étant « enfanté par trois furies sur un lit de serpent à cornes ». Au début de la série, il semble mal défini, se manifestant par le biais d'un nuage, d'éclairs, voire d'un arbre ou d'un rocher (lors de l'accident de Clémentine). À partir de l'épisode 5 où il révèle au téléspectateur son apparence, il se manifeste essentiellement par le biais de flammes (le nuage réapparaît de manière ponctuelle par la suite).
Malmoth, instigateur du mal sur la Terre, fait une étrange fixation sur Clémentine, désirant l'avoir comme compagne pour l'éternité, afin de la torturer avec amour (cf. épisode 3). Dans l'épisode 14, Héméra dit à Clémentine : « Malmoth pourrait faire trembler la Terre, mais il préfère s'attaquer à ton père ou à toi, car le courage et l'innocence lui sont insupportable ». Contré par Héméra, il utilise ses envoyés pour mettre la main sur la jeune fille. Lorsque ceux-ci échouent, en général en mourant, il les transforme en grouillants et les jette dans une fosse. Finalement, Clémentine trouve le courage de l'affronter et permet ainsi à Héméra de le tuer.
Peu de temps après, Héméra revient dans l'antre de feu de Malmoth, où elle se blesse et saigne, ce qui le ressuscite. Il recrute alors de nouveaux grouillants et repart en quête de Clémentine.
Les pouvoirs de Malmoth sont mal définis, mais souvent liés au feu. Il ne quitte que rarement son antre, se manifestant sur Terre de manière diverse (nuage, feu, etc.). Parmi ses prouesses, on le voit tuer le professeur Delatrousse, blesser Alex sous la forme de flamme et provoquer une éruption volcanique (Afrique), lancer des rayons de chaleur (monde arabe), créer un sabre démoniaque (Japon) ou renvoyer Clémentine et Alex dans le passé (Première Guerre mondiale).
- Hélice

Voix : Monique Tarbès, Laurence Badie
Première apparition : Épisode 5
Petit chat espiègle, bavard, téméraire et malicieux, portant une houppette de poil sur le sommet de sa tête qui lui vaudra son nom, donné par Clémentine. Il passe son temps à embêter Gontran qui le lui rend d'ailleurs bien. C'est lors de l'épisode 8, qu'il devient le compagnon de voyage de Clémentine, et par la même occasion, Héméra lui donne la faculté de parler ou du moins d'être compris par les personnes dans les rêves de Clémentine (Il parle en dehors des rêves, mais n'est compris que par les autres animaux : Gontran, Starlett O' Wawa, Ginette et d'autres chats…). Héméra précise d'ailleurs qu'il perdra cette capacité au réveil de Clémentine, ce qui ne l'empêche pas de la comprendre. Lors de ce même épisode, elle fait apparaître sur sa tête un casque d'aviateur avec une hélice au sommet qui lui donne la faculté de voler : l'hélice tourne et le fait se mouvoir dans les airs par la pensée.
Dans la deuxième saison, il garde son casque à hélice et sa faculté de voler dans la réalité (ce que tout le monde semble trouver normal).
- Éole

Voix : Catherine Lafond
Première apparition : Épisode 1
Acrobate, Éole fait partie des employés affamés du cirque Mollache. Dès sa première rencontre avec Alex, une romance naît. Avec l'aide de Clémentine, elle s'enfuit avec les animaux à bord d'un dirigeable.
- Gontrand

Voix : Roger Carel, Albert Augier, Jacques Torrens
Première apparition : Épisode 1
Gontrand est un vieux chat philosophe qui vit sur l'aérodrome de Villacoublay. Accusant les avions d'être responsables de sa surdité, il déteste tout ce qui permet à l'homme de voler et, curieusement, entend parfaitement les mots liés à sa phobie. Il a également créé le club des chats anti-vol. Il a la manie de dormir sur la piste d'atterrissage et d'éviter chaque fois de justesse les roues des avions, sans se presser. À la suite de sa rencontre avec Starlett O'Wawa, il reçoit en cadeau la puce Ginette comme palliatif de sa surdité. Par la suite, il tente de libérer Starlett, déguisé en Zorro, mais il se fait capturer par Mollache. Il refuse de reconnaître qu'il est amoureux de Starlett après le départ en dirigeable de celle-ci.
- Starlett O'Wawa

Voix : Evelyne Séléna
Première apparition : Épisode 1
La chienne Starlett O'Wawa travaille dans le cirque Mollache. Elle se prend pour une grande vedette et est très coquette. Tombant amoureuse de Gontrand, elle lui offre la puce Ginette pour pallier sa surdité et espère être invitée par lui à danser. Libérée par Clémentine, elle s'envole en dirigeable où elle se languit du chat.
- Ginette

Voix : Laurence Badie
Première apparition : Épisode 1
Ginette est une puce savante au sarcasme facile, mais terriblement romantique. Elle connaît le morse, sait lire et écrire. Quand Starlett O'Wawa apprend que Gontrand est sourd, elle lui donne Ginette qui s'installe dans l'oreille du vieux chat et lui transmet toutes les paroles autour de lui. Elle s'exaspère du comportement de Gontrand envers Starlett et le pousse à se conduire de manière romantique.

### Personnages secondaires
Autres personnages récurrents qui apparaissent dans le générique.
- Basile

Voix : Jean-Claude Montalban
Première apparition : Épisode 1
Basile est le mécanicien et le meilleur ami d'Alex. D'après les professionnels de la branche, Basile est l'un des meilleurs mécanos du monde et il a été le mitrailleur d'Alex lors de la Première Guerre mondiale. Il remarque, malheureusement trop tard, que l'avion a été saboté et ne peut empêcher l'accident d'Alex et Clémentine.
- Illico Presto

Voix : Gérard Hernandez
Première apparition : Épisode 1
Le clown italien Illico Presto fait partie du personnel du cirque Mollache. Comme Éole et les animaux, il est affamé, mais il reste joyeux malgré tout. Toujours accompagné du singe Mirliton, il est également magicien, musicien et jongleur. Il aide Éole et les animaux à s'enfuir en retenant Mollache, puis sabote la fusée de son employeur, provoquant sa mort. Par la suite, il rentre à Venise d'où il est originaire.
- Léonie

Voix : Lily Baron
Première apparition : Épisode 1
Léonie est la gouvernante de la famille Dumat. Elle a peut-être un lien de parenté avec Alex, mais si c'est le cas, on ignore lequel. Elle est courtisée par M. Pluche.
- M. Pluche

Voix : Gérard Hernandez, Julien Thomast
Première apparition : Épisode 1
M. Pluche est l'instituteur de Clémentine. Rêveur, maladroit, toujours de bonne humeur, il courtise Léonie.
- Mlle Elvire

Voix : Lily Baron
Première apparition : Épisode 1
Mlle Elvire est la directrice de l'école primaire de Villacoublay. Elle enseigne dans la classe de Petit Boy, qu'elle punit régulièrement. Par rapport à M. Pluche, elle est sévère, de caractère peu facile et a les pieds sur terre.

### Rencontres
Clémentine rencontre un certain nombre de personnages au cours de ses voyages merveilleux, réels ou issus d'autres œuvres ou de folklores divers :
- Pinocchio

Voix : Jackie Berger
Première apparition : Épisode 6
Dans Clémentine, Pinocchio l'accompagne dans le Venise du XVe siècle. Il l'aide à déjouer les plans du comte Cafardo. Dans cette version, il manque cruellement de mémoire et son nez s'allonge quand il fait quelque chose de mal (ici, quand il veut vendre les plans de Léonard à un inconnu).
- Léonard de Vinci

Voix : Maurice Sarfati
Première apparition : Épisode 7
Léonard de Vinci travaille pour le doge de Venise. Il conçoit une arme pour lui permettre de repousser les Turcs qui menacent la ville, mais il est victime des manigances du comte Cafardo. Grâce à Clémentine, il sauve le doge et la ville.
(Dans la réalité, Léonard de Vinci n'a vécu que quelques mois à Venise, à une période où Venise et les Turcs étaient en paix. L'aventure vécue par Clémentine est donc historiquement inexacte.)
- Hansel

Voix : Francette Vernillat
Première apparition : Épisode 8
- Gretel

Voix : Catherine Lafond
Première apparition : Épisode 8
- Oliver Twist

Voix : Bernard Soufflet
Première apparition : Épisode 10
- Nils Holgersson

Voix : Maryse Meryl
Première apparition : Épisode 12
- Mohann

Voix : Luq Hamet
Première apparition : Épisode 14
De toutes les « rencontres », c'est la seule à avoir été inventée par les réalisateurs. Mohann (dont le nom dérive probablement d'un assemblage de « Mowgli » et « Tarzan ») est un enfant qui a grandi dans la jungle sans compagnie humaine, adopté par un groupe de chimpanzés. À ce titre, il est courageux, débrouillard et intelligent, mais n'a guère le sens de la vie sociale (archétype de l'enfant sauvage).
- Aladin

Voix : Edgar Givry
Première apparition : Épisode 16
- Kateri Tekakwitha

Voix : Dominique Dumont
Première apparition : Épisode 18
Kateri Tekakwitha était une jeune Amérindienne, de mère algonquine et de père agnier, qui vivait sur les territoires actuels de l'État de New York (États-Unis) puis du Québec. Sa famille est décimée par la maladie pendant son enfance, et elle est adoptée par des Iroquois. Convertie au christianisme, elle est maltraitée par sa tribu, mais sa piété a ensuite suscité l'admiration des Amérindiens comme des Français établis au Québec. Elle mourut en 1680, à l'âge de 23 ou 24 ans. Très populaire au Canada, elle fut la première Amérindienne à avoir été béatifiée.
- Lazarillo

Voix : Jackie Berger
Première apparition : Épisode 20
Il est le héros du roman picaresque La Vie de Lazarillo de Tormes, écrit au XVIe siècle. Ce roman raconte les aventures d'un jeune orphelin à travers l'Espagne. Ce roman fut très populaire en son temps (malgré la censure de l'Inquisition), et a alors été traduit en plusieurs langues européennes.
- Akhénaton

Voix : Francis Lax
Première apparition : Épisode 22
L'histoire telle que la vit Clémentine est très simplifiée par rapport aux faits réels. Toutankhamon n'a pas directement succédé à Akhénaton. Le pharaon Smenkhkarê et peut-être une reine ont assuré la transition. De plus, lorsque Clémentine revient dans le présent, elle apprend la découverte de la tombe de Toutankhamon. Dans la réalité, ce tombeau a été découvert en 1922, soit avant le début officiel de la série (1925).
- Momotarō

Voix : Éric Legrand
Première apparition : Épisode 24
Héros du folklore japonais, c'est un petit garçon qui serait arrivé sur Terre dans une pêche. Adopté par un vieux couple, il devient par la suite très fort, et part combattre des démons sur l'île d'Onigashima. Il y arrivera avec l'aide d'un chien, d'un singe et d'un faisan. Dans le dessin animé, l'histoire est quelque peu modifiée ; Momotaro est accompagné de ses animaux, mais combat le violent seigneur Yamada (allié de Malmoth).

### Grouillants
Les grouillants sont les envoyés de Malmoth. En général, ils ont leur propre motivation, mais Malmoth leur confie en plus la mission de lui livrer Clémentine. Lorsqu'ils échouent, en général en mourant, Malmoth les punit en les transformant en grouillants, agonisant dans leur fosse, fournaise assimilable à l'enfer où finissent les méchants. Ils gardent leur tête humaine, mais se retrouvent avec un corps animal, souvent de reptile. Une conversation entre Malmoth et le comte Cafardo laisse entendre qu'ils avaient déjà cette forme avant que leur maître ne les envoie faire le mal sur Terre.

#### Première génération
- Mollache

Voix : Roger Carel
Première apparition : Épisode 1
Directeur de cirque. Il affame ses employés, Éole et Illico Presto, ainsi que les animaux. Il vient à Villacoublay pour participer à un concours de vitesse aérienne. Il a pour cela inventé une fusée qui est endommagée dans un accident provoqué par Alex. Il surgit donc chez le pilote pour lui réclamer dommages et intérêts, le tout avec beaucoup de zéros, car Mollache veut de l'argent, beaucoup d'argent. Avec l'aide de Clémentine, Éole et les animaux s'enfuient en dirigeable. Menacé de punition par Malmoth, il se venge en sabotant l'avion d'Alex.
Une fois sa fusée réparée, il participe au concours et se ridiculise quand sa fusée finit dans un étang. Il a cependant le plaisir d'assister à l'accident de Clémentine. Avouant sa culpabilité en présence de Ginette, il tombe dans un piège de Petit Boy et Illico. Déguisé en gendarme, le clown effraie Mollache qui tente de s'enfuir avec sa fusée. Le moteur ayant été rempli de poudre à canon, la fusée explose et devient incontrôlable. On ignore comment ce vol se termine, mais on peut présumer que Mollache trouve la mort dans le crash ou l'explosion de la fusée.
Mollache est sans conteste le plus ridicule et le plus pathétique des grouillants, inspirant plus le rire que la peur chez ses ennemis. Il passe également beaucoup de temps au sol, souffrant d'une tendance maladive à trébucher.
Sous sa forme de grouillant, Mollache a hérité d'un corps de félin.
- Dr Billot

Voix : Roger Carel
Première apparition : Épisode 4
Médecin. Il remplace le professeur Delatrousse, son ancien maitre, quand celui-ci est tué par Malmoth. Au départ tout sucre tout miel, il révèle son vrai visage lorsqu'Alex s'absente pour porter secours à Éole. Faisant tout pour briser le moral de Clémentine, il fait même part de ses liens, pas très clairs, avec Mollache.
Finalement, il veut pratiquer sur Clémentine une opération qui ne devrait qu'aggraver son cas (ou peut-être la tuer). Avant cette opération, il est tué par Héméra. Malmoth l'envoie alors dans la fosse aux grouillants où Billot hérite d'un corps de mille-pattes.
Billot tranche avec Mollache. Il est beaucoup plus perfide, sournois et hypocrite, cachant mieux son jeu. On ignore quelles sont ses motivations, si elles sont autres que simplement s'en prendre à Clémentine. Il est également l'un des grouillants qui a le plus effrayé Clémentine, comme le prouve le traitement spécial qu'elle veut faire subir au grouillant.
- Comte Cafardo

Voix : Roger Carel
Première apparition : Épisode 7
Membre du Conseil des Dix de Venise. Il tente de voler les plans de la dernière invention de Léonard de Vinci afin de discréditer le Doge dont il convoite la place. il est accompagné par une troupe d'hommes vêtus de capes noires à l'effigie de Malmoth.
Il capture Clémentine et Pinocchio et, sur conseil de Malmoth, décide de les torturer afin de savoir où se trouvent les plans. Les deux prisonniers réussissent à s'enfuir. Lorsque, plus tard, Clémentine et Pinocchio rapportent les plans, le Doge fait arrêter Cafardo et annonce son exécution prochaine. On l'aperçoit brièvement dans certains épisodes suivants où il est affublé d'un corps de cafard. 
- Vocifuror

Voix : Pierre Garin
Première apparition : Épisodes 8 et 9
Se présente d'abord sous la forme d'une petite taupe aveugle, qui demande à Clémentine de lui apporter le miroir magique qui lui rendra la vue. En fait, ce miroir le transforme en monstre, qui ne pourra être vaincu qu'en brisant l'objet maléfique. Son corps de grouillant est celui d'un lézard dodu. 
- Lady Câline

Voix : Monique Thierry
Première apparition : Épisode 10
Sans doute la personne la plus machiavélique du monde des grouillants. Clémentine la rencontre à Londres, sous une apparence plutôt avenante (ce qui est rare pour des grouillants, plutôt difformes et laids sur Terre même). En fait, il s'agit d'une femme extrêmement perfide et malfaisante, qui veut que son fils devienne duc à la place du nouveau-né que sa sœur vient de mettre au monde, en le kidnappant et en le jetant dans la Tamise. Le bébé est fortuitement recueilli par Clémentine, mais Lady Câline enverra plusieurs bandits (eux-mêmes rivaux) à leur poursuite, dans une chasse à l'homme sans pitié à l'intérieur du Londres miséreux du XIXe siècle. Malmoth la transforme en crapaud avant de la jeter dans la fosse aux grouillants.
- Trollus

Voix : Roger Carel
Première apparition : Épisode 12
Roi des Trolls, il est en fait surtout grotesque et stupide. S'il a fait capturer Clémentine et Nils Holgersson, il sera incapable de les garder prisonniers et finira par détruire sa propre armée en l'envoyant affronter des araignées géantes (elles-mêmes envoyées par Malmoth). Son corps de grouillant est celui d'un scarabée.
- Buscar

Voix : Georges Atlas
Première apparition : Épisode 14
Chasseur d'éléphants, il rencontre Malmoth dans la jungle, qui lui ordonne d'abandonner son gibier habituel pour aller capturer Clémentine. Il exécutera les ordres, et la poursuivra jusqu'au cratère d'un volcan où il finira par tomber.
- Alcracham

Voix : Jacques Marin
Première apparition : Épisode 16
C'est un magicien qui pratique la magie noire et tendra plusieurs pièges à Clémentine et Aladin en utilisant ses pouvoirs, mais ils lui échapperont à chaque fois (même s'ils se perdront dans le désert où ils se seront enfuis) ; alors que Clémentine s'évanouit de fatigue et tombe de son cheval, il se transformera en scorpion pour la piquer, mais se fera écraser juste avant par le cheval. Il semble détesté des autres grouillants qui se jettent sur lui à son arrivée.
- Le Véreux

Voix : Jacques Chevalier
Première apparition : Épisode 18
Soldat de l'armée française au Canada, il est l'archétype du méchant de western : il vend aux Indiens des armes, de l'alcool et des informations contre de l'or et des fourrures. Chargé (comme les autres grouillants) de capturer Clémentine, il découvre qu'elle s'est alliée avec Tekakwitha (qui a fui sa tribu). Il s'allie alors avec Pied-de-Nez, chef de la tribu de Tekakwitha, pour récupérer les enfants et mener une attaque sur Fort Edwards. Sur la route, il tombe dans un piège de Clémentine, Tekakwitha et Batifole, cachés au sommet d'une gorge, qui mettent en fuite les Indiens. Montant au sommet de la gorge, Le Véreux découvre la supercherie, mais, effrayé par le loup d'Héméra, il tombe dans la gorge.
- El Cobra

Voix : Serge Lhorca
Première apparition : Épisode 20
Grand inquisiteur du XVIe siècle espagnol, El Cobra abuse de sa position pour envoyer au bûcher un maximum de personnes afin de plaire à Malmoth. Orgueilleux, il pense être meilleur que les autres grouillants. Assoiffé de pouvoir et d'or, il rançonne un bateau - prétendument infecté par la peste - bloqué dans la rade du port. Il échange à l'équipage un peu de nourriture contre de grandes quantités d'or. Lorsque Clémentine et Lazarillo se réfugient sur le bateau, El Cobra attaque avec son vaisseau de guerre. Il perd la bataille, tombe à l'eau et se noie. En enfer, il se retrouve avec un corps de dragon.
- Narmor

Voix : Henry Djanik
Première apparition : Épisode 22
Grand Prêtre d'Amon, il est, comme tous les prêtres de l'époque hostile à Akhénaton qui impose une religion monothéiste, le culte d'Aton. Avec la complicité du général Horemheb, il lui fait boire une coupe empoisonnée. Essayant de contrôler le nouveau pharaon Toutankhamon, il est contré par Clémentine. Alors qu'il essaie de la sacrifier, il est tué d'un coup de lance par l'architecte Senefer, envoyé d'Héméra. Sous sa forme de grouillant, il ressemble à un lézard à collerette. 
- Yamada

Voix : Gérard Hernandez
Première apparition : Épisode 24
Chef d'un groupe ninja, il détient le pouvoir sur toute une région, où il terrorise la population avec ses guerriers. Mais le sage Ueshiba, qui est son ancien maitre d'arts martiaux, s'oppose à lui, et a pris Clémentine sous sa protection. Yamada obtiendra de Malmoth une épée « invincible » pour tuer Ueshiba et livrer Clémentine, mais il n'aura pas raison de Ueshiba, trop concentré et déterminé. Son échec (et peut-être le remords pour avoir tenté de tuer son ancien maitre) l'amènera à se suicider avec l'épée de Malmoth, selon le rite traditionnel du seppuku.
Si le personnage a un pouvoir négatif évident, c'est peut-être le seul des « grouillants » à avoir fait preuve de courage et de sagesse, juste avant de mourir.

#### Deuxième génération
Ces personnages sont généralement plus stéréotypés et incohérents dans leurs actions que ceux de la première génération, et leur rôle a tendance à se perdre dans les errances du scénario de la deuxième saison en général...
- Von Kloport

Voix : Roger Carel
Première apparition : Épisode 27
Déguisé en officier allemand de la Première Guerre mondiale, il imposera à Alex et Clémentine de rentrer dans son sous-marin, descendant jusqu'aux abysses pour se faire absorber par une anémone de mer géante.
- Barbach

Voix : Roger Carel
Première apparition : Épisode 28
Chasseur de baleines de l'Arctique, il poursuivra Clémentine sur la banquise jusqu'à ce qu'il se fasse dévorer par des ours blancs.
- Calamité

Voix : Roger Carel
Première apparition : Épisode 29
Type de l'aventurier "colonial", toujours accompagné d'un chat, il suivra l'expédition de Mermoz et Alex de la France jusqu'aux Andes ; guère meilleur que les précédents « grouillants », et plusieurs fois tué (par des nomades du Sahara puis des crocodiles), il est régulièrement épargné par Malmoth, on ne sait pas pourquoi... si ce n'est qu'il y a une complicité d'orgueil entre eux puisque dès sa première apparition Calamité apparaît face à un miroir et, avec des airs de dandy homosexuel à la Marcel Proust, Calamité se flatte lui-même en déclarant tout en se parfumant " je ne remercierai jamais assez Malmoth de m'avoir fait le plus beau et aussi le plus intelligent et puis... le plus raffiné et enfin et surtout... le plus cruel de cette nouvelle race... " et à la fin de l'épisode intitulé Le courrier des Amériques Calamité ne se gênera pas pour pointer du doigt Malmoth et lui rappeler sur un ton insolant " je suis intelligent d'ailleurs c'est vous qui me l'avez dit ! ".
- Carnigor

Première apparition : Épisode 32
Personnage particulièrement caricatural, moitié savant fou, moitié seigneur, il occupe un sinistre manoir dans des montagnes près de Paris (?), et capturera le naïf inventeur Père Tampier, pour qu'il lui livre son invention (des engins mi-avions mi-voitures, les "aviontures"), avec laquelle il projette de détruire Paris sous des bombes.
- les Bubons

Première apparition : Épisode 33
Des gnomes repoussants (trois frères et une sœur), qui hantent les montagnes d'Afghanistan. Fiancée à Malmoth, la sœur voudra livrer Clémentine à son futur époux (elle échouera et finira sous la forme habituelle des grouillants dans la fosse).
- Bamboo

Première apparition : épisode 34
Jeune chinoise aveuglée par la folie, elle a fondé une secte de fillettes qu'elle maintient sous son emprise grâce à une drogue. Elle est le seul grouillant à se racheter par affection pour Clémentine et, de fait, échappe au triste sort que lui réserve Malmoth.
- Rénégoff Ier

Première apparition : Épisode 35
Un personnage mégalomane, qui veut conquérir la Russie. Pour ce faire, il a capturé Li-Pao, un jeune Chinois, fils d'un fabricant d'armes de Pékin, et compte le rendre à son père contre des canons. Mais il est secondé par des hommes de main particulièrement faibles et incapables, qui ne lui permettront pas d'arriver à ses fins.
- Mac More

Première apparition : Épisode 36
Détestant particulièrement les gens qui s'aiment et les animaux, il tente d'exterminer les monstres du Loch Ness. 
- Malmorea

Première apparition : Épisode 38
Moitié sorcière, moitié pirate, elle règne sur une île peuplée de bagnards. Bien qu'elle ait échoué à lui livrer Clémentine, Malmoth l'épouse dans le dernier épisode.

## Distribution des voix
- Céline Monsarrat : Clémentine
- Monique Tarbès : Hélice
- Roger Carel : Malmoth, Gontrand, le narrateur (épisodes 1 à 6).
- Évelyne Séléna : Héméra, Malmotha, Starlett O'Wawa
- Michel Bedetti : Alex
- Catherine Lafond : Éole
- Laurence Badie : Ginette
- Francette Vernillat : Petit Boy
- Patrick Poivey puis Laurent Hilling : le narrateur.

## Épisodes

### Première saison (1985)
- 1 (1- 1) : Le sinistre Mollache
Villacoublay, 1925. Clémentine, 10 ans, et son frère Petit Boy sont les enfants d'Alex Dumat, aviateur et fierté du village, qui se prépare pour un concours de vitesse aérienne. Un autre participant arrive à Villacoublay : Mollache, directeur du cirque du même nom et inventeur d'une fusée qui devrait lui permettre de gagner le concours. Le moteur de l'avion d'Alex connaît des difficultés (peut-être à cause de Malmoth). Alex est obligé de faire un passage en rase-mottes qui provoque un accident de Mollache, dans lequel la fusée est endommagée. Alors que Mollache s'en prend à Petit Boy, qui se moque de lui, et à Clémentine, qui vient au secours de son frère, Éole, trapéziste du cirque, demande à Mollache de l'aide pour un cabri, Pilou, qui meurt de faim. Comme Mollache refuse, Clémentine invite Éole, Pilou et le reste du cirque à manger chez elle. Alex reçoit déjà un invité, le pilote Sadi-Lecointe. L'arrivée des gens du cirque permet à Alex de rencontrer Éole et au chat Gontrand de rencontrer la chienne Starlett O'Wawa qui lui offre la puce Ginette pour lui permettre d'entendre. Mollache débarque avec le garde champêtre pour réclamer de l'argent, beaucoup d'argent. Alex accepte de payer, puis laisse la gouvernante Léonie chasser le malvenu. Le médecin arrive à son tour, mais ne peut pas sauver Pilou qui meurt dans les bras de Clémentine avant d'être enterré dans le jardin.

- 2 (1- 2) : La fuite en ballon
Après avoir remboursé Mollache, Alex ne peut plus se payer le nouveau moteur dont il avait besoin. Clément Ader, organisateur du concours et légende de l'aviation, lui propose de piloter un avion prêté par Louis Blériot. Mollache s'inscrit au concours et nargue Alex. En visitant un musée d'aviation en plein air, monté le temps du concours, Clémentine a une idée pour les gens du cirque. Le soir, Gontrand, poussé par Ginette, se déguise en Zorro pour aller libérer Starlett. Il se fait capturer par Mollache. Clémentine et Petit Boy expliquent leur plan à Éole et Illico. La nuit venue, Éole et les animaux montent dans un dirigeable et décollent pendant qu'Illico retient Mollache juste assez longtemps pour l'empêcher de retenir les fuyards. Malmoth menace alors de punir Mollache en cas d'autre échec à répandre le mal sur Terre. La même nuit, Mollache s'introduit dans le hangar d'Alex.

- 3 (1- 3) : L'accident
Le jour du concours aérien est arrivé. Clémentine reçoit des nouvelles d'Éole, ce qui renforce le moral d'Alex. Gontrand crée le club des chats anti-vol, mais les autres chats répètent bêtement tout ce qu'il dit. Mollache présente sa fusée et fait monter un journaliste à bord. La fusée ne décolle que sur quelques mètres avant de s'écraser dans un étang. Légèrement brûlé, Mollache est emmené sur un brancard, mais il savoure déjà sa vengeance sur Alex. Sadi-Lecointe bat son propre record. Alex décolle avec Clémentine comme copilote. Basile retrouve des boulons et comprend que l'avion a été saboté. Alex bat le record de Sadi-Lecointe en 288 km/h, mais l'hélice se détache. Il fait planer l'avion jusqu'à une clairière pour y atterrir. Malmoth fait apparaitre un rocher au milieu de la clairière et Alex ne peut l'éviter. À la suite de la collision, Clémentine perd connaissance. Malmoth tente de l'entrainer dans son antre pour pouvoir la « torturer avec amour » afin de se « donner des idées pour répandre le mal sur la Terre ». Héméra intervient et sauve Clémentine dans sa bulle bleue avant de l'emmener dans l'espace pour lui montrer la Terre.

- 4 (1- 4) : La vengeance de Malmoth
À l'hôpital, Clémentine est opérée par le professeur Delatrousse. Le médecin annonce à Alex qu'elle ne remarchera peut-être plus jamais. Alex cherche le moyen de le lui apprendre, mais c'est la surveillante en chef, Mlle Chevrotine, qui le lui apprend avec rudesse. La nuit, Héméra emmène Clémentine au-dessus de la ville. Pendant ce temps, ayant besoin de certitudes quant à l'identité du saboteur, Illico tente d'obtenir les aveux de Mollache, mais il échoue. Cependant, Mollache déclare être le « roi des saboteurs » en présence de Ginette qui fait passer le message à Illico et Petit Boy. La nuit, le duo remplit la fusée de poudre à canon. Le lendemain, Illico se fait passer pour un gendarme et provoque une panique chez Mollache. Le saboteur se précipite dans sa fusée et la fait décoller, mais la poudre à canon explose et il perd le contrôle de sa fusée. Delatrousse annonce à Clémentine et Alex qu'il a mis au point une nouvelle technique d'opération qui pourrait permettre à Clémentine de remarcher. Un inconnu téléphone à l'hôpital pour prévenir le médecin que sa femme est tombée gravement malade. Delatrousse se précipite, mais sur la route, il est victime d'une attaque de Malmoth et se fait tuer. L'inconnu ayant téléphoné au professeur se rend ensuite à l'hôpital et se présente comme étant le docteur Billot, remplaçant de feu le professeur Delatrousse.

- 5 (1- 5) : L'opération du diable
Le docteur Billot renonce à opérer Clémentine, se déclarant moins doué que le défunt Delatrousse. Mlle Chevrotine se montre plus agréable envers Clémentine. Éole et les animaux du cirque sont arrêtés par la gendarmerie. Ils envoient alors un SOS à Alex. Celui-ci, qui avait renoncé à voler à cause de l'accident, revient sur sa décision et s'envole au secours d'Éole. Profitant de l'absence d'Alex, Billot montre son vrai visage. Il déménage Clémentine dans une autre chambre, ressemblant plus à un grenier, et interdit toute visite. Au cours d'une promenade dans le jardin de la clinique, Clémentine rencontre un petit chat qui tombe dans un étang en chassant une grenouille. En tentant de le sauver, Clémentine tombe à l'eau et est sauvée par Mlle Bleu. Le docteur Billot décide d'opérer Clémentine le soir-même. Mlle Bleu prévient les amis de Clémentine. Mlle Chevrotine, comme hypnotisée, emmène Clémentine au bloc, mais Héméra lui barre le chemin et lui rend ses esprits. Puis, Héméra tue Billot et fait face à Malmoth. Le lendemain, Clémentine quitte la clinique.

- 6 (1- 6) : Clémentine en Italie : la fête à Venise
Alex emmène Clémentine, Petit Boy, Éole, Illico Presto, Gontrand et Starlett en Italie pour rencontrer des médecins qui pourront peut-être aider Clémentine. Au cours du vol, Alex offre à Clémentine le petit chat que Clémentine avait sauvé à la clinique. Elle l'appelle Hélice. Ils survolent le bateau qui ramène les animaux du cirque en Afrique. À Venise, Clémentine et ses amis rencontrent les excentriques professeurs Patati et Patata. Illico quitte le groupe pour retrouver sa ville natale. Venise est en fête pour Pâques. Alex et Éole, mais également Gontrand et Starlett font un tour romantique en gondole. Petit Boy emmène Clémentine se promener. Ils rencontrent un vieux marchand qui possède un tableau d'Héméra. Pendant que Petit Boy farfouille dans le magasin, Clémentine observe un spectacle de marionnettes. L'une d'elles, Pinocchio, prend vie et emmène Clémentine dans le Venise du XVe siècle.

- 7 (1- 7) : Clémentine en Italie : la fosse aux murènes
Clémentine et Pinocchio débarquent dans le Venise du XVe siècle juste à temps pour voir Léonard de Vinci et son compagnon se faire attaquer par les hommes du Comte Cafardo. Le compagnon de Léonard est tué. Cafardo désire les plans de Léonard, mais celui-ci tente de les jeter dans le canal, ce qu'il rate. Pinocchio les récupère et s'enfuit avec, les hommes de Cafardo sur ses traces. Léonard emmène Clémentine chez lui et lui montre certaines de ses inventions. Il lui explique également que les plans sont ceux d'une arme qui devrait permettre à Venise de repousser les Turcs. S'il ne les amènent pas devant le Conseil des Dix le lendemain à midi, lui et le Doge seront déchus, ce qui pourrait profiter à Cafardo. Clémentine retrouve Pinocchio, mais ils sont capturés par Cafardo. Après conseil auprès de Malmoth, Cafardo décide de torturer ses prisonniers en menaçant de les immerger dans une fosse remplie de murènes. Clémentine réussit à se libérer et à semer le chaos, permettant au duo de s'enfuir. Ils sont recueillis par un homme masqué. Pinocchio retrouve les plans, mais l'homme masqué propose de les lui racheter. Pinocchio accepte et, ainsi, rate le test de l'homme masqué. Alors que midi sonne, Clémentine arrive à temps pour rendre les plans à Léonard devant le Conseil des Dix. Cafardo est arrêté pour meurtre et trahison. L'homme masqué révèle sa véritable identité : c'est le vieux marchand. Héméra vient rechercher Clémentine, Pinocchio et le vieux marchand. Finalement, Clémentine se retrouve dans le magasin et repart avec Petit Boy.

- 8 (1- 8) : Clémentine en Allemagne : la maison de gâteau
- 9 (1- 9) : Clémentine en Allemagne : le secret du miroir
- 10 (1- 10) : Clémentine en Angleterre : le bébé sauvé des eaux
- 11 (1- 11) : Clémentine en Angleterre : la chasse à l'homme
- 12 (1- 12) : Clémentine en Suède : à la recherche de Nils Holgersson
- 13 (1- 13) : Clémentine en Suède : les veuves rouges
- 14 (1- 14) : Clémentine en Afrique : le petit roi de la jungle
- 15 (1- 15) : Clémentine en Afrique : l'herbe de vie
- 16 (1- 16) : Clémentine au pays des Mille et Une Nuits
- 17 (1- 17) : Clémentine au pays des Mille et Une Nuits : la Générale de l'armée des Sables
- 18 (1- 18) : Clémentine au Canada : La cabane des Batifole
- 19 (1- 19) : Clémentine au Canada : les Gorges des Mille-Échos
- 20 (1- 20) : Clémentine en Espagne : l'or et la peste
- 21 (1- 21) : Clémentine en Espagne : L'armada des Toros
- 22 (1- 22) : Clémentine en Égypte : la cité de l'Horizon
- 23 (1- 23) : Clémentine en Égypte : le voyage au pays des Morts
- 24 (1- 24) : Clémentine au Japon : la voie du Sabre
- 25 (1- 25) : Clémentine au Japon : la peur vaincue
- 26 (1- 26) : La Guerre des grouillants

### Deuxième saison (1986)
- 27 (2- 1) : La drôle de guerre
- 28 (2- 2) : La mort au bout du monde
- 29 (2- 3) : La ligne
- 30 (2- 4) : Le courrier des Amériques
- 31 (2- 5) : Ginette as de pique
- 32 (2- 6) : Les aviontures du Père Tampier
- 33 (2- 7) : La fiancée de Malmoth
- 34 (2- 8) : Le dragon dans les nuages
- 35 (2- 9) : Le fou des steppes
- 36 (2- 10) : Le chant d'amour
- 37 (2- 11) : Clémentine superstar
- 38 (2- 12) : Malmorea
- 39 (2- 13) : Le dernier voyage

La deuxième saison a rencontré un succès bien moindre que la première, du fait d'un scénario plus faible, peu crédible et déstructuré (on compte de nombreuses imprécisions dans la datation, des situations et des personnages qui ne cadrent pas du tout avec le contexte des pays traversés à l'époque et notamment le fait que le chaton Hélice vole dans la réalité et non plus seulement dans les voyages hors du temps avec Héméra...), ainsi que de dessins et de couleurs moins réussis.

## Autour de la série

### Controverses
En dépit de son succès en France et ailleurs (en Europe, Russie, Chine, Amérique latine et surtout en Turquie), la série a été critiquée pour la relative violence de certaines de ses scènes (difficiles à suivre pour des enfants), en particulier lorsque intervient le démon Malmoth, à l'aspect terrifiant. De même, des évènements que rencontre Clémentine au fil de la série, telles la maladie et la perte d'êtres chers, ont été jugés inappropriés dans une série animée a priori destinée à la jeunesse. 
Toutefois, certains considèrent que ces mêmes évènements ont été abordés d'une manière intelligente, sans pudibonderie ni excès de sentimentalisme par rapport à d'autres séries animées (y compris plusieurs séries diffusées à la même époque).
Par ailleurs, au long des épisodes et des pays traversés, la série est très riche en symboles et références culturelles que des enfants sont difficilement en mesure de comprendre (en particulier dans les derniers épisodes, comme en Égypte ou au Japon), si bien qu'elle semble parfois plus accessible aux adultes.

### Projet d'adaptation cinématographique
En 2006, la réalisatrice turque Stare Yildirim a annoncé vouloir adapter Clémentine au cinéma, après avoir rencontré Bruno Huchez et contacté plusieurs compagnies françaises et américaines, ainsi que plusieurs acteurs auxquels il a soumis son projet, parmi ceux-ci l'on compte Gary Oldman et Vanessa Paradis. Toutefois le projet n'a pas encore été arrêté. S'il aboutit, le film serait tourné en anglais et devrait être diffusé à travers le monde.

### Divers
- Clémentine est l'une des rares séries animées où le personnage principal est handicapé.
- L'idée de la série est liée à des éléments autobiographiques de la vie de Bruno Huchez ; la mère de celui-ci lui racontait l'histoire d'une petite fille voyageant à travers le monde, alors qu'il était gravement malade et contraint à rester au lit à l'âge de huit ans. Cette idée lui est venue en 1975, 10 ans avant sa diffusion, durant un trajet en avion entre la France et le Japon.
- Au fil des épisodes et des voyages, l'héroïne rencontre une série de personnages réels ou fictifs. Les héros de l'aviation du début du XXe siècle sont très largement représentés, ils côtoient de nombreuses figures issues de la littérature ou de différentes périodes de l'Histoire : parmi celles-ci, l'on doit noter, entre autres, Léonard de Vinci et le pharaon Akhénaton.
- Le générique est chanté en français, par Marie Dauphin et a été écrit par Antoine de Caunes (sous le pseudonyme de Paul Persavon).
- En 2012, le dessin animé a été diffusé intégralement par Black Box en streaming légal et gratuit[5].

## Produits dérivés

### Disque
- Clémentine, bande originale du feuilleton T.V. interprétée par Marie Dauphin, 45 T., ref. Polydor 883 392-7, 1985
- Clémentine au pays des mille et une nuits, livre disque / dessin à colorier, raconté et chanté par Marie Dauphin, 45 T., ref. Polydor 883 769-7, 1985
- Clémentine, les merveilleux voyages de clémentine et ses amis, avec Marie Dauphin, 33 T., ref. Polydor 829 471-1, 1986

### Livre
- Evelyne Lallemand, Olivier Massart et Gilles Taurand (ill. Nadine Forster d'après les dessins originaux de Pascale Moreaux), L'antre de feu, t. 1, Hachette et Antenne 2, coll. « Hachette Jeunesse / Clémentine », 1986, 28 p. (ISBN 978-2-01-011633-9)
- Evelyne Lallemand, Olivier Massart et Gilles Taurand (ill. Nadine Forster d'après les dessins originaux de Pascale Moreaux), Voyage en bulle bleue, t. 2, Hachette et Antenne 2, coll. « Hachette Jeunesse / Clémentine », 1986, 28 p. (ISBN 978-2-01-011634-6)
- Evelyne Lallemand, Olivier Massart et Gilles Taurand (ill. Nadine Forster d'après les dessins originaux de Pascale Moreaux), Clémentine dans La Forêt Enchantée, Hachette et Antenne 2, coll. « Hachette Jeunesse / Clémentine », 1986, 28 p. (ISBN 978-2-01-012104-3)
- Evelyne Lallemand, Olivier Massart et Gilles Taurand (ill. Nadine Forster d'après les dessins originaux de Pascale Moreaux), Clémentine au Japon, Hachette et Antenne 2, coll. « Hachette Jeunesse / Clémentine », 1986, 28 p.
- Evelyne Lallemand, Olivier Massart et Gilles Taurand (ill. Nadine Forster d'après les dessins originaux de Pascale Moreaux), Clémentine en Afrique, t. 5, Hachette et Antenne 2, coll. « Hachette Jeunesse / Clémentine », 1986, 28 p. (ISBN 978-2-01-012205-7)
- Evelyne Lallemand, Olivier Massart et Gilles Taurand (ill. Nadine Forster d'après les dessins originaux de Pascale Moreaux), Clémentine au pays des mille et une nuits, t. 6, Hachette et Antenne 2, coll. « Hachette Jeunesse / Clémentine », 1986, 28 p. (ISBN 978-2-01-012206-4)
- Evelyne Lallemand, Olivier Massart et Gilles Taurand (ill. Nadine Forster d'après les dessins originaux de Pascale Moreaux), Les Aventures de Clémentine, t. 7, Hachette et Antenne 2, coll. « Hachette Jeunesse / Clémentine », 1986, 28 p. (ISBN 978-2-01-012294-1)
- Evelyne Lallemand, Olivier Massart et Gilles Taurand (ill. Nadine Forster d'après les dessins originaux de Pascale Moreaux), Clémentine en Espagne, t. 8, Hachette et Antenne 2, coll. « Hachette Jeunesse / Clémentine », 1987, 28 p. (ISBN 978-2-01-012478-5)